# BLZF1
BLZF1‏ (Golgin-45) هوَ بروتين يُشَفر بواسطة جين BLZF1 في الإنسان.

## التفاعل
لقد ثبت أن BLZF1 يتفاعل مع GORASP2.